# Жонас, Мишель
Мише́ль Жона́с (фр. Michel Jonasz) (родился 21 января 1947 года) — французский поэт, композитор, автор и исполнитель песен, актёр кино, театра и телевидения, общественный активист. Добился признания в середине 1970-х с песнями Les Vacances au bord de la mer, Dites-moi и другими. Своеобразной «визитной карточкой» Жонаса является песня Super Nana (1974). Известен сильным голосом уникального тембра, а также благотворительной деятельностью, в том числе в рамках проектов Les Enfoirés, Sol En Si.

## Биография

### Детство и юность (40-е — 50-е)
Родился в парижском пригороде Дранси (регион Иль-де-Франс, департамент Сен-Сен-Дени, кантон Бобиньи) в семье венгерских эмигрантов. Его отец был мелким коммерсантом, а мать — домохозяйкой. В семье к моменту его рождения уже была дочь Эвелина. Ранние музыкальные пристрастия Мишеля сформировались под влиянием бабушки и дедушки, которых он посещал каждое воскресенье. Те, будучи венгерскими евреями, скучали по родине, а потому постоянно слушали венгерскую народную и цыганскую музыку. Когда Мишелю исполнилось 10 лет, его семья переехала в Porte de Vanves — другой пригород Парижа.
В юности Мишель заинтересовался изобразительным искусством, а потому посещал художественную школу при местном молодёжном культурном центре. Там же вместе с сестрой он получил и первые уроки сценического мастерства в театральной студии. В 15 лет, в 1962 году, с согласия родителей, Жонас бросил школу и предпочел занятия музыкой. Художественные пристрастия Мишеля формировались под сильным влиянием Бреля, Брассенса и других классиков шансона, с одной стороны, и современных рок-н-ролльных коллективов типа Les Chats Sauvage, с другой. Наибольшее влияние на юного музыканта оказал классик ритм-н-блюза Рэй Чарльз.

### Первые шаги в шоу-бизнесе (60-е)
Обучившись игре на фортепьяно, Мишель организовал свою первую группу — Kenty et les Skylarks. Группа скоро распалась, а Жонас и его друг детства Ален Гольдштейн основали новый коллектив — Les Lemons. Они начали выступать в качестве бэк-вокалистов у марокканского певца Вийона, исполнявшего «американскую чёрную музыку». В дальнейшем Гольдштейн продолжил работу с Вийоном, а Жонас решил реализовать себя в качестве сольного исполнителя.
В 1967 году Жонас и Гольдштейн записали дебютный сингл (на пластинке значилось название нового коллектива — King Set). Сорокопятка включала четыре песни, две из которых были написаны Мишелем. Сингл имел весьма скромный коммерческий успех, преимущественно благодаря чистому и мощному вокалу Мишеля. После неудачи с пластинкой King Set распался, и Мишель стал записываться под псевдонимом Michel King Set. В это время он аккомпанировал многим популярным артистам, например Кристофу.
В 1969 году Мишель Жонас записал первый сингл под собственным именем. Песня Adieu la terre с треском провалилась, а певец решил сделать перерыв в своей музыкальной карьере. Результатом стала поездка по Америке и трёхмесячное пребывание в Бейруте. Вернулся Мишель с новыми амбициозными художественными замыслами. Вместе с Аленом Гольдштейном он решил писать для других исполнителей. Но желание выступать самому победило. В 1971 и 1972 году он записал два относительно успешных сингла, в частности песню La Rencontre (музыка — Мишеля Жонаса и Алена Гольдштейна, слова — Пьера Гроза). На волне успеха Мишель дал сольный концерт при поддержке радиостанции Europe 1. Кроме того, в 1972 году он выступил вместе с популярным в те годы дуэтом Stone et Charden в концертном зале «Олимпия».
В 1974 году вышел дебютный «долгоиграющий» альбом Жонаса под лейблом WEA. Музыкант принял решение самостоятельно выступить в качестве художественного директора. Продюсером был композитор и аранжировщик Жан-Клод Ванье, написавший песню Super Nana. Остальные песни были написаны совместно Франком Тома (текст) и Аленем Гольдштейном (музыка). Песню Dites-moi Жонас написал сам. Песни были достаточно популярны в радиоэфире, что не спасло пластинку от коммерческой неудачи в музыкальных магазинах.

### Признание в 70-е
Для следующего альбома — Changez tout (1975) — Мишель сам написал музыку, поручив тексты Жан-Клоду Ванье. Поскольку Жонас формально не получил систематического музыкального образования, результат работы предугадать было трудно. Музыкант доказал, что владеет необходимыми практическими композиторскими навыками.
В 1976 году Мишель Жонас вернулся в студию для записи сингла Je voulais te dire que je t’attends, каверы на который в будущем сделали американская группа The Manhattan Transfer и канадская певица Диана Дюфрен. Эта меланхолическая песня никогда не выходила ни на одном из очередных альбомов Жонаса, только на сборнике из серии Les plus belles chansons de… 1981 года и на сборнике Les Incontournables 1996 года. В том же 1976 году певец совершил два тура: летом с Мирей Матьё и зимой с Вероник Сансон.
Скромные успехи Жонаса на музыкальном поприще не отвечали его амбициозным мечтаниям. Почти 10 лет понадобилось певцу для завоевания всенародного признания. В 1977 году вышел безымянный альбом Мишеля, для которого он впервые самостоятельно написал все песни. К тому времени он разорвал творческие отношения с Жан-Клодом Ванье.
Долгожданный коммерческий успех усилил веру Мишеля в собственные музыкальные способности. В ноябре того же года он дал серию концертов в парижском Театр де ла Вилль. Публика и критики отметили особую атмосферу, сильную энергетику и полную самоотдачу певца. Результатом стал выход первого «концертника» Жонаса в начале 1978 года.
1978 год отмечен активной работой Жонаса и как певца, и как автора песен. Он пишет альбомы для своих друзей Алена Гольдштейна и Габриэля Яреда. А свидетельством признания его музыкальным сообществом стал заказ Франсуазой Арди песни для её нового альбома. Результатом сотрудничества с Арди стала песня J’écoute de la musique saoule. За творческую активность ассоциация французских писателей и композиторов SACEM отметила Жонаса «Призом Рауля Бретона».
Помимо этого, Жонас написал материал для своего пятого альбома Guigui. Пластинку ждал коммерческий успех, а песни Golden gate, En v’là du slow, La Famille и заглавный трек Guigui стали хитами. Вскоре на песню Guigui голландский певец Герман Ван Вин сделал кавер. Известен ещё и кавер Элли Паспала на эту песню.
В августе 1978 года Жонас стал отцом мальчика, названного Флориан.
В 1979 году Мишель появился на сцене в качестве актёра, он исполнил одну из главных ролей в комедии Дидье Каминки Toutes les mêmes sauf maman. Премьера состоялась в маленьком парижском театре Театр Монпарнас. Актёрская профессия не была совершенно новой для Мишеля. Ранее он исполнил маленькую роль в фильме Жан-Мишеля Риба Rien ne va plus. А в мае того же года он дал единственный концерт в «Олимпии». На гребне успеха вышел альбом Les années 80 commencent.

### Достижения 80-х
Карьера Жонаса практически не прерывается. Вслед за записью новых пластинок он гастролировал по стране. В январе 1980 года в течение недели выступал в «Олимпии». Летом того же года Мишель написал саундтрек для фильма Жака Монне Clara et les chics types и получил музыкальную награду — приз Академии Шарля Кро.
В 1981 году артист закончил работу над седьмым альбомом La nouvelle vie. Для аранжировки пластинки он пригласил к сотрудничеству новых людей — Ивана Жульена и Мишеля Куаро. Альбом завоевал «золотой» статус вскоре после выхода, а новые мелодии (любовные песни J’t’aimais tellement fort que j’t’aime encore и Les Fourmis rouges, а также свинг Joueurs de blues) стали популярными. В мае 1981 года Мишель предоставил на суд публики новую программу в концертном зале «Олимпия».
Параллельно с музыкальной развивается и артистическая карьера Мишеля. В 1982 году он исполняет главную роль в фильме Эли Шураки «От кого бежит Давид?», где его партнёром был Франсис Юстер. Будучи человеком застенчивым, Жонас открыл возможность выразить себя на экране. Невзирая на занятость, Жонас нашёл время для записи в студии сингла Lord Have Mercy. В марте он организовал «мини-тур». Кроме того, пишет песни для своих коллег — Une toune qui groove для Дианы Дюфрен и Lucille для Эдди Митчелла (эту песню с успехом исполнял и сам автор).
В 1983 году артист записал альбом Tristesse. К работе над ним была привлечена «обычная» группа Мишеля. Пластинка принесла Жонасу второй «Золотой диск», а песни Minuit sonne, Rock à gogo и «жонасовская» версия Lucille стали хитам. Певец дал 14 концертов в «Олимпии», а потом отправился в гастрольное турне по Бельгии и Швейцарии. В следующем году певец завоевал третий «Золотой диск» за сборник Greatest Hits (1974—1980). Позднее была выпущена вторая часть антологии, представившая творческий период 1980—1984 годов.
Его новый альбом Unis vers ‘l’uni был посвящён рождению дочери Анны в ноябре 1984 года. Для записи пластинки к Мишелю присоединились новые люди. В частности, клавишник Жан-Ив д’Анжело, которого Мишель заметил во время работы над предыдущим альбомом. Аранжировки для альбома сделал старый друг Жонаса Габриэль Яред. В альбоме Unis vers ‘l’uni заметно влияние джаз-фьюжна, босса-новы и творчества Рэя Чарльза.
Французские радио-диджеи пускали La boîte de jazz в ротацию практически беспрерывно. В связи с огромным успехом, артист принял решение дать трёхнедельную серию концертов во Дворце спорта. Билеты на все шоу были быстро распроданы. На трёх концертах Мишель представлял в качестве бэк-вокалистов братьев Симмс. Через год вышел live-альбом Мишеля En concert au Palais Des Sports.
Вслед за триумфальным концертом во Дворце спорта певец провел не менее успешное международное турне, выступив в Квебеке. В 1985 году артист стал триумфатором первой церемонии вручения музыкальных наград «Виктуар де ля мюзик», получив награды в категориях «Лучший мужской вокал» и «Лучший музыкальный продюсер». А песня La boîte de jazz была признана «Лучшим синглом года».
Добившись признания на музыкальном фронте, Жонас вновь обратился к кинематографу. На этот раз он исполнил роль в фильме Франка Кассанти «Завещание убиенного еврейского поэта» (по роману Эли Визеля). По окончании работы над фильмом, Мишель взял перерыв в актёрской и певческой карьере и отправился в путешествовать в Китай и Индию.
В 1987 году возвратился на сцену с новой программой «La fabuleuse histoire de Mister Swing». Премьера состоялась в нормандском Кане. Музыкальный спектакль был посвящён трудностям «двойной» жизни артиста на сцене и вне её. После тёплого приёма в Кане, Жонас представил свой спектакль в «Казино де Пари». А после месяца спектаклей на столичной сцене отправился в турне по стране. В январе и феврале 1988 года он вернулся в Париж для записи концертной версии спектакля, вышедшей на пластинке годом позже. Этот новый альбом был признан «Лучшим live-альбомом» на ежегодной церемонии вручения наград «Виктуар де ля мюзик».
В разное время Мишель Жонас принимал участие во многих благотворительных концертах. Так, 4 и 5 сентября 1987 года он выступил на стадионе Берси в составе интернациональной «звёздной» команды, куда входили Стинг, Питер Гэбриэл и Трэйси Чэпмэн. Средства, собранные на концерте, были переданы Международной Амнистии.
В 1989 году, после довольно трудного тура по Африке, Мишель Жонас снова сотрудничал с Эли Шураки. Он создал оригинальный саундтрек к фильму «Мисс Миссури». Это последняя крупная работа Жонаса в 80-е годы. После неё он на время исчезает из поля зрения публики.

### Деятельность 90-х
Спустя три года, в 1992 году выходит новый студийный альбом Où est la source?. В альбоме причудливым образом сплелись свингующие ритмы и мистическая лирика. Песня Groove Baby Groove добивается определённой популярности. Сам альбом записывался в Лос-Анджелесе с группой молодых калифорнийских музыкантов. Вслед за выходом альбома Жонас возобновил и концертную деятельность. На этот раз он выбрал в качестве концертной площадки «Зенит». На сцене ему аккомпанируют: клавишник Жан-Ив д’Анжело, барабанщик Стиви Гадд, бас-гитарист Абрахам Лаборье и перкуссионист Луи Конте (все они работали с крупнейшими британскими и американскими артистами). Остаток года Мишель провёл в концертном турне, в результате чего записал новый live-альбом.
Жонас участвовал в создании благотворительной организации Sol En Si (Solidarité Enfant Sida — французского благотворительного фонда для помощи детям, больным СПИДом) и в сентябре 1993 года дал концерт в «Олимпии» совместно с Катрин Лара, Максимом ле Форестье, Аленом Сушоном, Франсисом Кабрелем и другими «звёздами» французской эстрады. В дальнейшем он будет участвовать и в других подобных акциях, например, в концерте «Sol En Si» в июне 1997 года.
50-летний артист записал новый альбом Soul Music Airlines в 1996 году. Слово soul можно толковать равноценно и как обозначение музыкального стиля, и как отсылку к духовным началам. Песни с этого альбома в меру сентиментальны, искренни и честны. Две глубоко личные композиции Ado и Hannah посвящены дочери певца. Сам альбом является одним из наиболее успешных проектов Жонаса на сегодняшний день.
Добившись успеха, Жонас не стал менять привычный жизненный уклад. Он живёт в провинции на берегу Марны, в окружении семьи и близких друзей.
В 1999 году он активно занялся своей актёрской карьерой, снялся у Марион Сарро в телефильме Fugues, а также, вместе с Жанной Моро, у Пьера Гримбла в киноленте «Лиза».

### 2000-е годы
Спустя 4 года после Soul Music Airlines, Жонас выпустил тринадцатый альбом — Pôle Ouest, записанный с небольшой группой музыкантов в личной домашней студии в Парижском квартале Маре. В нём заметно обращение Жонаса к истокам своего творчества. Музыка являет собой микс соула, джаз-фьюжна и свинга, приправленный «фирменной» жонасовской меланхолией.
Осенью[когда?] певец отправился в турне. В октябре он три недели пел в «Олимпии». В этот же концертный зал он возвратился в июне 2001 года, прежде чем принять участие в фестивале Francofolies в Ла Рошели и музыкальных фестивалях в Спа и Монреале.
После выхода концертника «Olympia 2000» и лонг-бокса, с 46 лучшими композициями, объединёнными в три тематические секции La musique, Les voyages и L’amour, Мишель Жонас записал новый диск. Пластинка, вышедшая в ноябре 2002 года носила ностальгическое название — «Куда уходят мечты» (Où vont les rêves). К работе на дней был привлечён ударник Стиви Гадд, басист Этьен Мбаппе и пианист Лионель Фортин. Поклонники смогли услышать ностальгичного Мишеля в песнях Vieux style, Grand-père, Mélancolie и свингующего Жонаса в песне Le rhythm and blues.
В 2004 году звукозаписывающая компания EMI решила не продлевать контракт с певцом, что не помешало ему провести успешный тур.
Продолжилась и кинокарьера Мишеля. Он снялся в нескольких фильмах, в том числе в роли Бруно Кокатрикса — легендарного владельца «Олимпии» («Далида», 2005). К этой ленте он также написал музыку.
В марте 2005 года вышел безымянный альбом певца, который значится во многих каталогах под названием Michel Jonasz или La femme du parfumeur (аналогично названию главного трека, выпущенного ранее синглом). В альбом вошло 12 песен из 20, написанных Мишелем. Жонас снова удачно балансировал между ностальгией (Le dîner s’achève) и свингом (J’ai swingué toute la nuit). В поддержку альбома 9—13 апреля прошли концерты в «Казино де Пари». 10 мая состоялся концерт в «Казино де Бордо», вышедший на диске, не указанном во многих каталогах.
Следующий лейбл Жонаса — Warner Music Group — выпустил в 2006 году двухдисковую компиляцию лучших композиций певца. В альбом включены две не издававшиеся ранее песни: Le Premier baiser и Le Ragtime de Scott Joplin.
В 2007 году артист записал альбом на любимые песни классиков французского шансона. Пластинка Chanson française включала три кавер-версии песен Брассенса (L’Orage, Les Copains d’abord и Les Amoureux des bancs publics), две кавер-версии песен Бреля (Fernand и La Chanson des vieux amants), две интерпретации Лео Ферре (Avec le temps, La Mémoire et la Mer), кавер на композицию Пиаф (La Foule), жонасовские версии песен Клода Нугаро (Armstrong, Les Feuilles mortes). Две песни с этого альбома Мишель написал сам: Léo (оммаж Лео Ферре) и Chanson française (своеобразный трибьют французской песне и пояснение причин создания альбома).
В марте 2007 года состоялась презентация альбома в «Казино де Пари», после которого певец отправился в турне по стране.
В марте 2009 года в «Казино де Пари» Мишель Жонас презентовал новую концертную программу — в результате был издан подарочный CD-бокс, включавший 2 CD и DVD с записью концерта. В программу были включены как «фирменные» песни Мишеля (например, Super Nana), так и классические — песня Брассенса Les Amoureux des bancs publics.
В 2009 году вышел альбом Abraham с музыкой из нового спектакля Мишеля Жонаса.

## Дискография
1970-е
- 1972 : Rencontre
- 1974 : Super nana
- 1975 : Changez tout
- 1977 : Michel Jonasz
- 1978 : Guigui
- 1979 : Les années 80 commencent

1980-е
- 1981 : La Nouvelle Vie
- 1983 : Tristesse
- 1985 : Unis vers l'uni
- 1987 : La Fabuleuse Histoire de Mister Swing
- 1988 : Les Fabuleux Moments de Mister Swing

1990-е
- 1992 : Où est la source ?
- 1993 : Michel Jonasz au Zénith
- 1996 : Soul Music Airlines

2000-е
- 2000 : Pôle Ouest
- 2002 : Où vont les rêves ?
- 2005 : Michel Jonasz
- 2007 : Chanson française
- 2009 : Abraham

2010-е
- 2011 : Les Hommes Sont Toujours Des Enfants

### Концертные альбомы
- 1977 : Michel Jonasz au Théâtre de la Ville
- 1986 : Michel Jonasz en concert au Palais des Sports
- 2001 : Michel Jonasz Olympia 2000
- 2005 : Michel Jonasz Live Au Casino de Bordeaux
- 2009 : Jonasz trio

### Компиляции
- 1981: Les Plus Belles Chansons De…Michel Jonasz
- 1996: Les Incontournables
- 2006 : Best of

### Оригинальные саундтреки
- 1990 : Bande originale du film Miss Missouri d'Elie Chouraqui

### Дружеское участие
- 2005 : L’Océan des possibles, duo avec Clarika dans son album Joker
- 2006 : Trente manières de quitter une fille, duo avec Michel Delpech dans son album Michel Delpech &...

## Фильмография
Кино
- 1979: Ставки сделаны режиссёр Jean-Michel Ribes
- 1981: Qu'est-ce qui fait courir David ? режиссёр Эли Шураки
- 1984: Tir à vue режиссёр Marc Angelo
- 1987: Le Testament d'un poète juif assassiné режиссёр Frank Cassenti
- 1998: Затерянные в подземелье (Хранители камня) режиссёр Жарар Пуличино
- 1999: Одна за всех режиссёр Клод Лелуш
- 2001: Lisa режиссёр Pierre Grimblat
- 2002: Le Tango des Rashevski режиссёр Сэм Грабарски
- 2004: Mariage avec mon fils режиссёр Pierre Berecz
- 2004: La Vie dehors режиссёр Jean-Pierre Vergne
- 2005: Дом Нины режиссёр Ришар Дембо
- 2006: Дублёр режиссёр Франсис Вебер
- 2006: Deux vies plus une режиссёр Idit Cébula
- 2008: Les Hauts Murs режиссёр Christian Faure
- 2008: La Première Étoile режиссёр Lucien Jean-Baptiste

Телевидение
- 2004: Le Triporteur de Belleville режиссёр Stéphane Kurc
- 2005: Любовь, о которой молчат режиссёр Кристиан Фор
- 2005: Далида режиссёр Джойс Бунюэль (в роли Бруно Кокатрикса)
- 2007: Двойник Агаты / Agathe contre Agathe (реж. Тьерри Бинисти) — Алексис
- 2010: Fais danser la poussière режиссёр Кристиан Форе
- 2010: Les virtuoses режиссёр Claude-Michel Rome

## Театр
- 1971: Rosa Rosis de Claire-Lise Charbonnier, mise en scène Guy Kayat, Théâtre 71
- 2009: Abraham écrit, mis en scène, et interprêté par Michel Jonasz, Petit Montparnasse
- 2010: Abraham écrit, mis en scène, et interprêté par Michel Jonasz, Théâtre de la Gaîté-Montparnasse